# Aegopogon
Aegopogon Humb.& Bonpl. ex Willd. é um género botânico pertencente à família Poaceae, subfamília Chloridoideae, tribo Cynodonteae.
O gênero é composto por aproximadamente 25 espécies. São encontradas nas regiões tropicais da Ásia, na América do Norte e na América do Sul.

## Sinônimos
- Atherophora Steud. (SUI)
- Hymenothecium Lag.

## Principais espécies
- Aegopogon argentinus Mez
- Aegopogon bryophilus Döll
- Aegopogon Cenchroides Humb. & Bonpl.
- Aegopogon gemniflorus Humb.
- Aegopogon rigidisetus Steud.
- Aegopogon tenellus Trin.
- «PPP-Index Lista de espécies»